# Madonna delle Campane
La Madonna delle Campane o Santa Maria della Tosse è stato un dipinto appartenuto alla diocesi di Mazara del Vallo. Il suo culto è molto antico. Il quadro della Beatissima Vergine era posto in una piccola edicola della medievale chiesa di San Pancrazio a Mazara del Vallo. La chiesa situata al di sotto del campanile della città, fu completamente demolita dopo il crollo di quest’ultimo avvenuto 5 maggio del 1587. Al tempo del vescovo Bartolomeo Castelli, nel 1710, il dipinto fu collocato vicino all’ingresso del nuovo Seminario dei Chierici di Mazara del Vallo nella via SS. Salvatore. Monsignore Giuseppe Stella, vescovo di Mazara, verso il 1746 fece collocare la sacra immagine della Madonna delle Campane o della Tosse sotto i novelli portici del seminario, fatti progettare dall’architetto trapanese Giovanni Biagio Amico. Nel 1777 Il vescovo Ugo Papè di Valdina restaurò l’edicola munendola di cancelli. La tradizione narra che le persone affette da catarro e i bambini colpiti dalla pertosse, alle prime luci del giorno e verso l’avemaria per tre giorni continui, si recavano davanti alla prodigiosa immagine, recitavano le preghiere di rito e consolati se ne tornavano a casa fiduciosi di avere ottenuto la guarigione. A metà circa del XIX secolo della Madonna delle Campane o Santa Maria della Tosse non se ne sa più nulla. Si dice sia stata distrutta ma di tale evento non esiste alcuna fonte.
La Madonna delle Campane è messa in relazione a un documento del XV secolo in cui un notaio mazarese, Salvatore de Noto, tra le sue ultime volontà affida ad Antonello da Messina la realizzazione di un dipinto. Nell’atto si dice che Item voluit et mandavit quod super bonis suis in finestra super Janua ecclesie Sancti Brancati in campanario civitatis Mazarie depingi debeat ymago gloriose verginis Marie pro eius anima, ovvero: "Inoltre desidera e comanda che sopra i suoi beni nella finestra sopra la porta della chiesa di San Brancatius, nel campanile della città di Mazara, debba dipingersi l'immagine della gloriosa Vergine Maria per la sua anima".
Poiché San Brancatius è il nome medioevale di San Pancrazio, inoltre nell’atto è chiara l'indicazione del campanile della città di Mazara e della finestra che poi è divenuta edicola si dovrebbe concludere che La Madonna delle Campane o Santa Maria della Tosse è opera di Antonello da Messina.
La Madonna delle Campane è messa anche in relazione al recupero dell'Annunciata nel 1903, fino a quel momento appartenuta al Monsignore Vincenzo Di Giovanni che nel 1856 fu ordinato sacerdote a Mazara del Vallo, stette in questa città per un breve periodo come insegnante del Seminario e fu vicario del Vescovo della stessa diocesi. La mano della Madonna che infrena l'angelo annunciatore, avrebbe alimentato il culto della Madonna della Tosse, di cui narra la tradizione. 